# Ecoansiedad
El término ecoansiedad se refiere a un temor crónico por un posible colapso ambiental, debido a la situación actual del planeta,que enfrenta una triple crisis ambiental (pérdida de biodiversidad, contaminación, cambio climático). La alta exposición a noticias catastróficas de los medios de comunicación sobre los impactos del cambio climático, la necesidad de preocuparse por el futuro de uno mismo, de los niños y las generaciones futuras, contribuyen también a este temor. El concepto surge en el 2017 por la Asociación Estadounidense de Psicología.La ecoansiedad no se ha definido como un trastorno clínico, sin embargo, en algunas personas puede generar expresiones patológicas. De todos modos, aun no se ha establecido como un diagnóstico clínico oficial en el área de la salud mental en todos los países.

## Antecedentes
En el 2020 un informe, centrado en Latinoamérica, del Center of Climate and Resilience Research (CR2), mostró que un 89% de latinoamericanos mayores de 18 años manifiesta estar muy preocupado o bastante preocupado por el cambio climático. Además, en la región prevalece ampliamente la percepción de que los respectivos países no están adecuadamente preparados para enfrentar el cambio climático. Un 97% de los encuestados creen que sus países están nada o poco preparados.
Un año después, otro estudio enfocado a jóvenes vuelve a sacar conclusiones similares. Publicado por la plataforma de difusión investigativa Social Science Research Network (SSRN), el estudio concluyó que el grupo etario estaba preocupado por el cambio climático. Un 59% muy o extremadamente preocupados, un 84% al menos moderadamente preocupados. Por otra parte, más del 50% se sentía triste, ansioso, enojado, impotente, indefenso y culpable. Más del 45% dijo que sus sentimientos sobre el cambio climático afectan negativamente su vida e informaron una gran cantidad de pensamientos negativos sobre el cambio climático.
Además, previo a la ecoansiedad, el primer término que tuvo que ver con consecuencias ambientales fue solastalgia, el cual fue planteado por primera vez por el filósofo australiano Glenn Albrecht, y que definió el conjunto de síntomas psicológicos que se producen en poblaciones nativas ante la destrucción de sus territorios, siendo consecuencia de actividades humanas o del clima.

## Síntomas y causas
Dentro de los signos/síntomas de la ecoansiedad, se pueden encontrar: un temor persistente, rechazo a escuchar noticias o participar de conversaciones sobre catástrofes ambientales, sensación de ahogo, sudoración y aumento de palpitaciones ante temas ambientales, falta de concentración en tareas cotidianas, tensión muscular, etc. En los casos más graves, la ecoansiedad puede provocar crisis de pánico o, incluso, depresión. Las personas expresan además un sentimiento de culpa/responsabilidad, que incluso puede influir en la decisión de tener o no hijos.
Desde la ecosofía se ha planteado que esta sensación de ansiedad es en gran medida por las condiciones climáticas actuales y la incertidumbre del futuro. Estableciendo a las personas como seres vulnerables e interconectados, quienes perciben el peligro inminente que amenaza a muchas comunidades, animales y ecosistemas. Lo que constituye un ciclo de violencia que afecta directamente la salud mental humana.

## Sociedad civil
Diversos académicos e integrantes de la sociedad civil pertenecientes a organizaciones se han manifestado frente a la ecoansiedad.
Una de ellas es Maisa Rojas, científica que fue parte de la organización (CR2) y actual ministra de Medioambiente en Chile, quien afirmó que el fenómeno es parte de las reacciones humanas al ver que, hasta hace pocos años, hablábamos del cambio climático como algo del futuro, algo que le iba a ocurrir a los osos polares, pero ahora lo estamos viviendo cada uno en nuestras propias vidas y se ve en todas las regiones del mundo, y será distinto según en la región en que se vive. Pero todos estamos presenciando ante nuestros ojos el cambio climático.
Caroline Hickman, académica y miembro de la Alianza de Psicología Climática (CPA), también se ha referido y hecho estudios al respecto, en donde plantea que la ansiedad climática es a la vez una ansiedad por el medio ambiente. Además, considera que el hecho de ver que los gobiernos y quienes están el poder parecen no actuar urgentemente, es otro factor que contribuye a las sensaciones que pueden provocar la ecoansiedad.